# Timothy Derijck
Timothy Derijck (Liedekerke, 25 maggio 1987) è un allenatore di calcio ed ex calciatore belga, di ruolo difensore.

## Carriera
Debutta il 27 novembre 2005 nella vittoria interna 7-1 contro l'Heracles Almelo.
Il 15 agosto 2011 il PSV Eindhoven lo acquista per 750.000 €. Col club firma un contratto quadriennale. Segna il suo primo gol coi biancorossi il 28 ottobre nella vittoria esterna per 1-2 contro il PEC Zwolle. Il 17 novembre segna il suo primo gol in campionato col PSV nella vittoria esterna per 1-6 contro l'ADO Den Haag.

## Palmarès

### Club

#### Competizioni nazionali
- Coppa dei Paesi Bassi: 1

PSV: 2011-2012
- Supercoppa dei Paesi Bassi: 1

PSV: 2012
- Coppa del Belgio: 1

Zulte Waregem: 2016-2017